# Siegfried Priglinger
Siegfried Priglinger (ur. 1970 w Linz) – austriacki okulista; specjalista schorzeń siatkówki (retinolog); mikrochirurg; profesor Uniwersytetu Ludwika i Maksymiliana w Monachium.

## Życiorys

### Edukacja i kariera naukowa
Do szkoły podstawowej i gimnazjum uczęszczał w Leonding oraz Linz. Maturę zdał w 1988. Rok później zaczął studia z biotechnologii w Universität für Bodenkultur Wien (BOKU). W 1991 rozpoczął na Uniwersytecie Wiedeńskim studia medyczne, które zakończył promocją doktorską z wyróżnieniem w 1998. 
Następnie wyjechał do USA na krótkie stypendium badawcze w Schepens Eye Research Institute Harvard Medical School w Bostonie. W 1999 odbył szkolenia w Salzburgu oraz Linz. Rok później rozpoczął praktykę lekarską w klinice okulistyki Uniwersytetu Ludwika i Maksymiliana w Monachium. W 2005 zdał egzamin specjalizacyjny z okulistyki, a rok później uzyskał habilitację. 
W 2007 objął stanowisko szefa kliniki okulistyki w Allgemeinen Krankenhaus (AKH) w rodzinnym Linz, którą przygotował na przekształcenie w klinikę uniwersytecką w ramach struktur Johannes Kepler Universität. Wczesną, pozaprogramową profesurę na Uniwersytecie Monachijskim uzyskał w 2011, a cztery lata później (2015) awansował na szefa uniwersyteckiej kliniki okulistycznej w Monachium (zastąpił na tym stanowisku emerytowanego prof. Anselma Kampika, którego był uczniem).

### Praca badawcza
W pracy badawczej i klinicznej zajmuje się: schorzeniami siatkówki (zwyrodnienie plamki żółtej, retinopatia cukrzycowa), chirurgią siatkówki (m.in. witrektomia), chirurgią zaćmy (także wspomaganą laserem femtosekundowym), mało inwazyjnym przeszczepianiem rogówki (DMEK, DALK) oraz chirurgią refrakcyjną. 

### Publikacje
Autor i współautor licznych artykułów publikowanych w wiodących recenzowanych czasopismach okulistycznych, m.in. w „Acta Ophthalmologica", „American Journal of Ophthalmology", „Retina", „Investigative Ophthalmology & Visual Science", „Journal of Cataract and Refractive Surgery" oraz „Graefe's Archive for Clinical and Experimental Ophthalmology".

### Członkostwa
Jest członkiem m.in. European Society of Cataract and Refractive Surgery (ESCRS), American Acedemy of Ophthalmology (AAO), Österreichische Ophthalmologische Gesellschaft (ÖOG), Macula Society, Euretina, Deutsche Ophthalmologische Gesellschaft (Niemieckiego Towarzystwa Okulistycznego), szwajcarskiego Klubu Julesa Gonina oraz Deutsche Retinologische Gesellschaft (Niemieckiego Towarzystwa Retinologicznego).

## Życie prywatne
Żonaty z okulistką Privatdozent dr n. med. Claudią Priglinger, z którą ma pięcioro dzieci.